# CCTV-1
CCTV-1 es el primer canal de la Televisión Central de China, el cual se emite para todo el territorio de la República Popular China, ofreciendo una programación variada y generalista. CCTV-1 está disponible en señal abierta (por aire), así como en servicios de televisión por cable, satélite y por streaming vía internet.

## Programación
Estos programas llevan bastantes años de emisión en CCTV-1:
- 6:00 AM: 朝闻天下
- 8:30 AM: 生活圈
- 12:00 PM: 新闻30分, "Las noticias en 30 minutos". Informativo diario.
- 12:38 PM: 今日说法, "Reportaje Legal". Reportajes sobre la política y el gobierno chino.
- 6:00 PM: 第一动画乐园
- 7:00 PM: 新闻联播, Xinwen Lianbo, noticias sobre el gobierno.
- 7:30 PM: 天气预报, El tiempo nacional.
- 7:38 PM: 焦点访谈, Foco. Muestra áreas "oscuras" de la República Popular China.
- 8:05 PM: 黄金档剧场
- 9:00 PM:
- 10:00 PM: 晚间新闻